# Winrich Behr

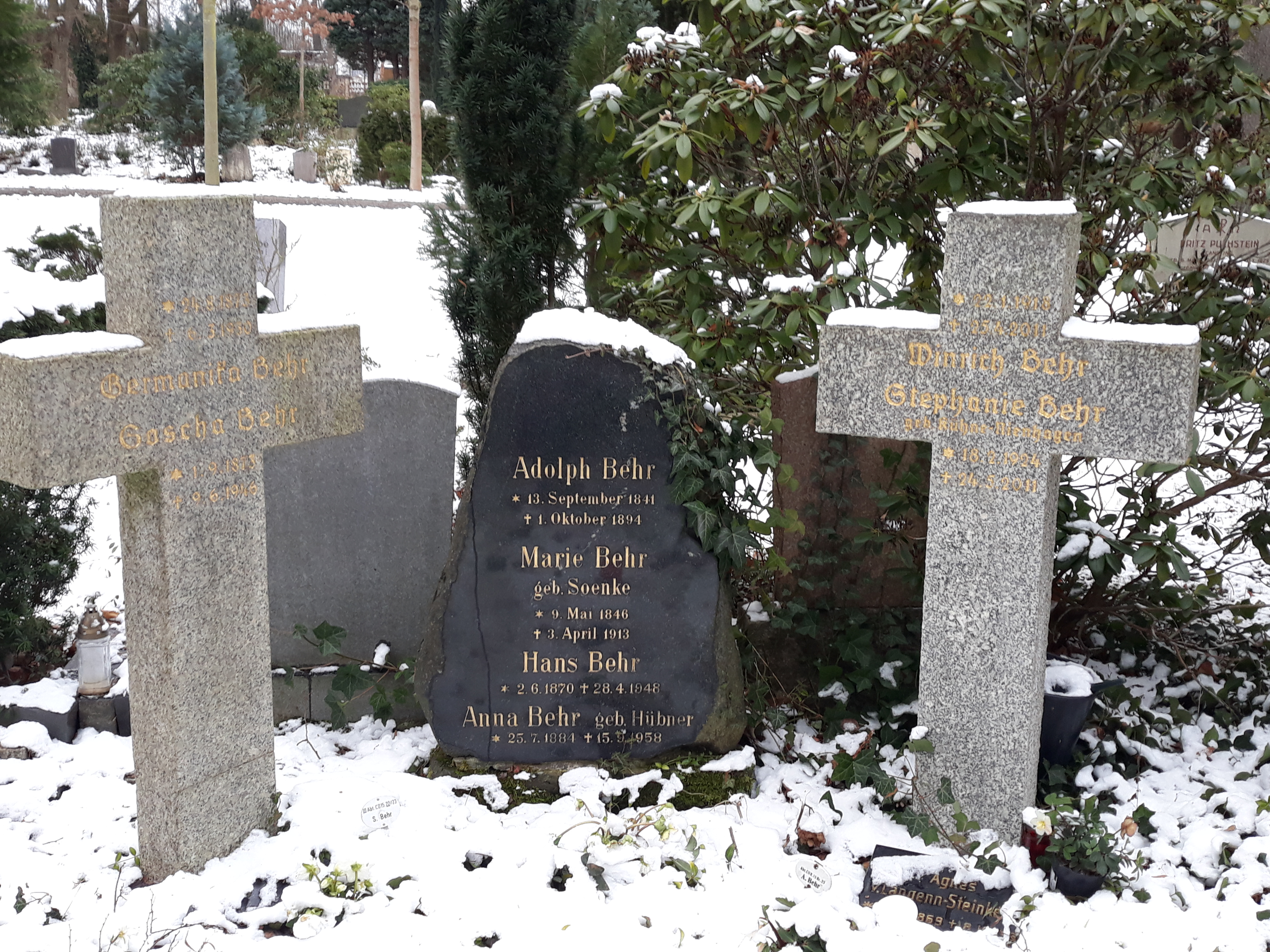
Das Grab von Winrich Behr und seiner Ehefrau Stephanie auf dem Evangelischen Luisenkirchhof III in Berlin.

Winrich Hans Hubertus Behr (* 22. Januar 1918 in Berlin; † 25. April 2011 in Hubbelrath) war ein deutscher Major, Panzerkommandant und Träger des Ritterkreuzes. Er wurde durch sein Auftreten als Zeitzeuge in Guido Knopps Fernsehserien über den Zweiten Weltkrieg bekannt.

## Militärische Laufbahn
Winrich Behr stammt aus einer Berliner Offiziersfamilie. Am 1. Januar 1938 wurde er zum Leutnant befördert. Als Offizier der 3. Panzer-Division nahm Behr mit seiner Kompanie am Überfall auf Polen und anschließend am Westfeldzug teil. Ursprünglich zur Panzertruppe gehörend, wurde er im Westfeldzug verwundet. 
Am 15. Januar 1941 wurde Behr, inzwischen zum Hauptmann befördert, der 5. leichten Motorisierten Division in Afrika zugeordnet. Dort wurde er als Kompaniechef mit dem Ritterkreuz des Eisernen Kreuzes ausgezeichnet und im Wehrmachtbericht namentlich erwähnt.
Nach der Teilnahme am Afrikafeldzug bekleidete er ab Anfang Oktober 1942 während der Schlacht von Stalingrad den Posten des 1. Ordonnanzoffiziers beim Befehlshaber der 6. Armee, dem General der Panzertruppe Friedrich Paulus. Im Auftrag von Paulus versuchte er Mitte Januar 1943, Adolf Hitler in seinem Hauptquartier Wolfsschanze von der hoffnungslosen Lage der in Stalingrad eingekesselten deutschen Truppen zu überzeugen, und erbat von ihm Handlungsfreiheit für die 6. Armee, die allerdings von Hitler nicht erteilt wurde. Die Rückkehr nach Stalingrad wurde ihm daraufhin verweigert, um den Durchhaltewillen von Paulus nicht zu schwächen.
Bei der Landung der Alliierten in der Normandie war er im Rang eines Majors Stabsoffizier der Generale Rommel und Model. In dieser Funktion war er an den letzten blutigen Gefechten in Holland, besonders bei Arnhem, beteiligt. Er gehörte zu den Offizieren, die Model nach dessen Selbstmord an Ort und Stelle begruben.
Als Prinz Bernhard der Niederlande nach dem Zweiten Weltkrieg verdächtigt wurde, die bevorstehende britische Luftlandeoperation an die Deutschen verraten zu haben, konnte ihn Winrich Behr durch eine schriftliche, notariell bestätigte Erklärung von diesem Verdacht entlasten.

## Managerkarriere nach dem Ende des Krieges
In den 1950er Jahren war Behr als überzeugter Europäer für die Hohe Behörde in Luxemburg tätig. Dort war er enger Mitarbeiter des Ersten Generalsekretärs der Hohen Behörde der EGKS, Max Kohnstamm, und nacheinander Leiter der Pressestelle und Kabinettchef des deutschen Vizepräsidenten Franz Etzel. Anschließend war er ab 1958/59 in Brüssel Stellvertretender Generalsekretär der Europäischen Kommission. Zurück in Deutschland, leitete er deutsche Unternehmen und war unter anderem Generaldirektor der Frankfurter Gesellschaft Telefonbau und Normalzeit (TN), Lehner & Co. 1961–1965 war er auch Mitglied des Vorstandes der Erdölgesellschaft Aral in Bochum. Winrich Behr lebte zuletzt zurückgezogen in Düsseldorf.
Behr war Ehrenmitglied der Association Jean Monnet.

## Familie
Winrich Behr war mit der Gutsbesitzerstochter Stephanie Kühne-Nienhagen, die Vorfahren besaßen zwei Rittergüter bei Magdeburg, verheiratet. Ihre Tochter ist Soscha zu Eulenburg.

## Auszeichnungen
- Medaille zur Erinnerung an den 1. Oktober 1938 mit Spange Prager Burg
- Eisernes Kreuz (1939) II. und I. Klasse
- Ritterkreuz des Eisernen Kreuzes am 15. Mai 1941
- Allgemeines Sturmabzeichen
- Wehrmacht-Dienstauszeichnung IV. Klasse am 1. Januar 1942
- Ärmelband Afrika am 15. Januar 1943
- Verdienstkreuz 1. Klasse der Bundesrepublik Deutschland 1985

## Zitate
„Am 19. November hatten wir 80 fahrbereite Panzer. Die Russen traten an mit 1200 nagelneuen T 34.“

„Dass Hitler versuchte (nach seinem Bericht in der Wolfsschanze), mich als Gesandten von Paulus mit solchen Märchen irrezuführen, machte mir klar – den Mann kannst du abschreiben.“